# (22907) van Voorthuijsen
(22907) van Voorthuijsen est un astéroïde de la ceinture principale d'astéroïdes.

## Description
(22907) van Voorthuijsen est un astéroïde de la ceinture principale d'astéroïdes. Il fut découvert le 3 octobre 1999 à Socorro (Nouveau-Mexique) par le projet LINEAR. Il présente une orbite caractérisée par un demi-grand axe de 3,07 UA, une excentricité de 0,14 et une inclinaison de 9,9° par rapport à l'écliptique.

## Compléments